# Kaku Takagawa
Kaku Takagawa (高川 格?, Takagawa Kaku; Prefettura di Wakayama, 21 settembre 1915 – 26 novembre 1986), anche noto come Shūkaku Takagawa (高川 秀格?, Takagawa Shūkaku) dal 1952, è stato uno dei goisti giapponesi professionisti di maggior successo del ventesimo secolo, vincitore di nove edizioni consecutive del titolo Hon'inbō.

## Biografia
Kaku Takagawa ha vinto il titolo Hon'inbō nove volte di seguito, dal 1952 al 1960, ricevendo il prestigioso e raro titolo di Hon'inbō onorario, ha seguito del quale ha scelto il nome 22-sei Hon'inbō Shūkaku.
Takagawa era noto per la sua rivalità sportiva con Eio Sakata, che lo ha sconfitto dal 1959 al 1966 nelle finali dei principali tornei.
I libri di Takagawa, tradotti dal giapponese, sono stati fondamentali per educare gli occidentali alle vie del Go. Ha anche scritto una serie di articoli dal 1961 al 1977 per la Nihon Ki-in che era la principale fonte di informazioni in inglese su Go durante quel periodo. Questi articoli sono stati successivamente compilati in Migliora la tua intuizione, ancora considerata una guida preziosa per i giocatori di Go.

## Stile
Sakata Eio descrisse lo stile di gioco di Takagawa nel suo libro Killer Of Go, dicendo che avrebbe trascinato le sue partite in modo che fossero più lunghe e quindi facendo perdere concentrazione al suo avversario. Era così freddo e raccolto durante le partite, che non si irrigidiva mai prima di una partita, cosa ben visibile nel periodo in cui colse in tranquillità molte vittorie del titoli Hon'inbō. Era anche noto per il suo stile molto stabile ed elegante.

## Palmarès
| Nazionali              | Nazionali            | Nazionali            |
| Titolo                 | Vittorie             | Secondi posti        |
| ---------------------- | -------------------- | -------------------- |
| Meijin                 | 1 (1968)             | 1 (1969)             |
| Hon'inbō               | 9 (1952-1960)        | 3 (1961, 1963, 1964) |
| Ōza                    | 1 (1954)             | 1 (1961)             |
| Jūdan                  | 1 (1965)             | 1 (1966)             |
| Coppa NHK              | 1 (1965)             | 2 (1953, 1958)       |
| Campionato Nihon Ki-in | 3 (1954, 1962, 1963) | 3 (1955, 1959, 1960) |
| Asahi Pro Best Ten     |                      | 4 (1964-1967)        |
| Totale                 | 16                   | 15                   |

## Libri
- How to Play Go, Nihon Ki-in 1956
- Vital Points of Go, Nihon Ki-in 1958
- The Power of the Star-Point (ISBN 4871870324)
- Improve Your Intuition (ISBN 0-9706193-2-4) Volume 1, (ISBN 0-9706193-2-4) Volume 2, (ISBN 0-9706193-2-4) Volume 3.